# Jamshed Gustadji Kharas
Jamshed Gustadji Kharas (* 28. Juli 1919 in Karatschi, Britisch-Indien; † 2. Dezember 2016) war ein pakistanischer Diplomat.

## Leben
Jamshed Gustadji Kharas wurde von 1962 bis 1963 bei der pakistanischen Regierung beschäftigt.
Von Juli 1963 bis März 1967 war er Botschafter in Madrid. Teilweise zeitgleich war er von 1966 bis 1967 Botschafter beim Heiligen Stuhl. Von März 1967 bis 1970 war er Botschafter in Belgrad.
Von 1970 bis 1972 war er Botschafter in Bonn. Bei den Olympischen Spielen in München besiegte die deutsche Hockeymannschaft die pakistanische Mannschaft. Die pakistanische Mannschaft schlug Walter Wülfing eine Tür auf die Nase, wofür sich Kharas bei Wülfing entschuldigte. Von 1972 bis 1976 war er Botschafter in Den Haag und war gleichzeitig bei der Regierung in Kopenhagen akkreditiert. Von Juli 1975 bis war er Botschafter in Rom und gleichzeitig in Tirana akkreditiert.